# モバイエ
モバイエ（フランス語: Mobaye）は中央アフリカ共和国バス・コト州に位置する人口約8,000人の居留地。ウバンギ川沿いにあり、川の反対岸にはコンゴ民主共和国の町モベイ・ムボンゴがある。